# دانشگاه کمپلوتنسه مادرید
دانشگاه کمپلوتنسه مادرید (به اسپانیایی: Universidad Complutense de Madrid, به لاتین: Universitas Complutensis), دانشگاهی عمومی با بودجه دولتی واقع در مادرید پایتخت کشور اسپانیا است. این دانشگاه که به اختصار یو.سی. ام (UCM) یا دانشگاه کمپلوتنسه یا دانشگاه دولتی مادرید نیز نامیده می‌شود، یکی از دانشگاه‌های قدیمی‌ترین و معتبرترین و عالی‌رتبه در جهان، اروپا و کشورهای اسپانیایی زبان محسوب می‌شود. در حال حاضر رقم دانشجویان این دانشگاه به‌طور تقریبی ۸۶۰۰۰ نفر است.تا کنون ۸ نفر از دانشجویان این دانشگاه موفق به دریافت جایزه نوبل شده اند.

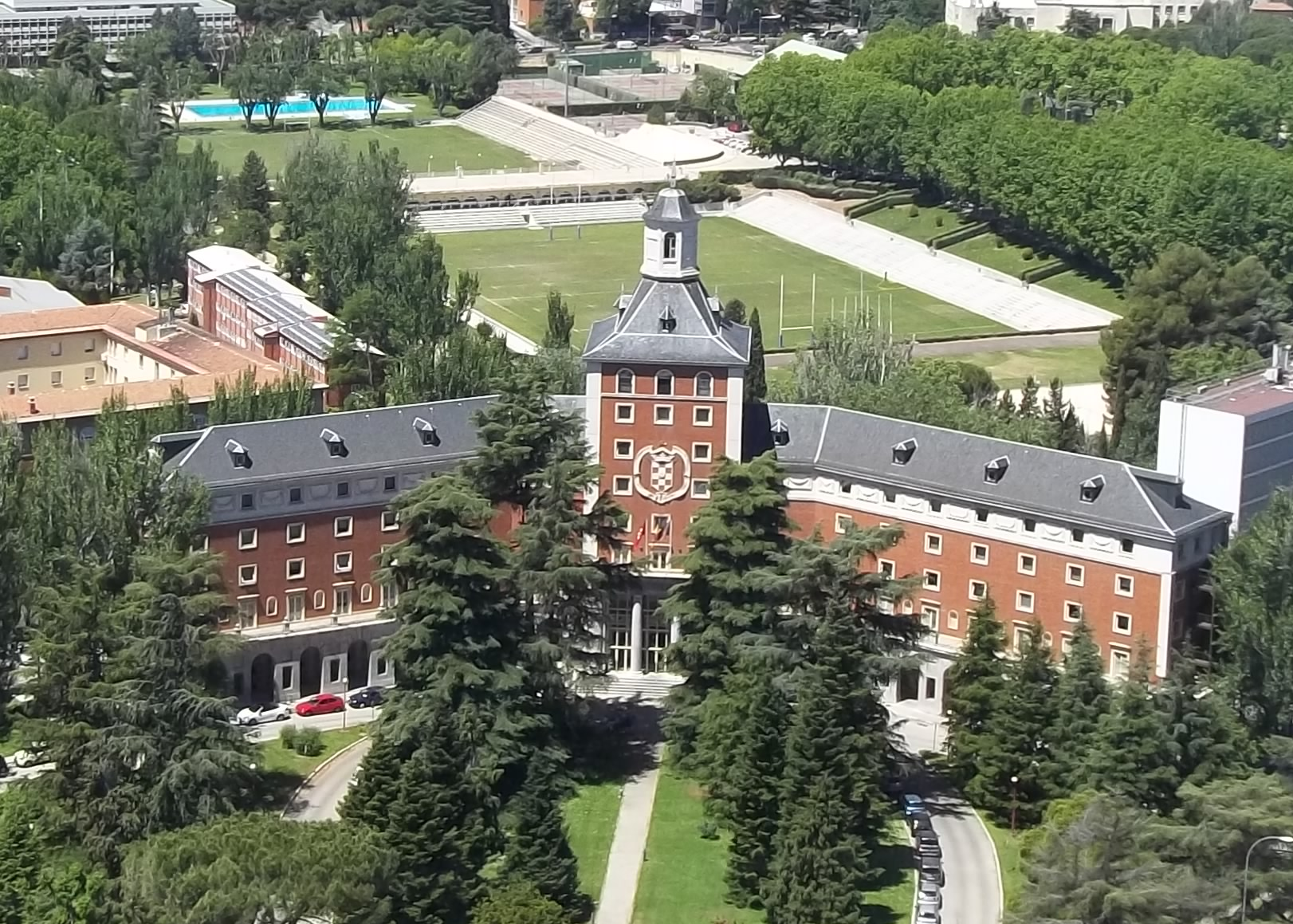
نمایی از یک بخش از دانشگاه

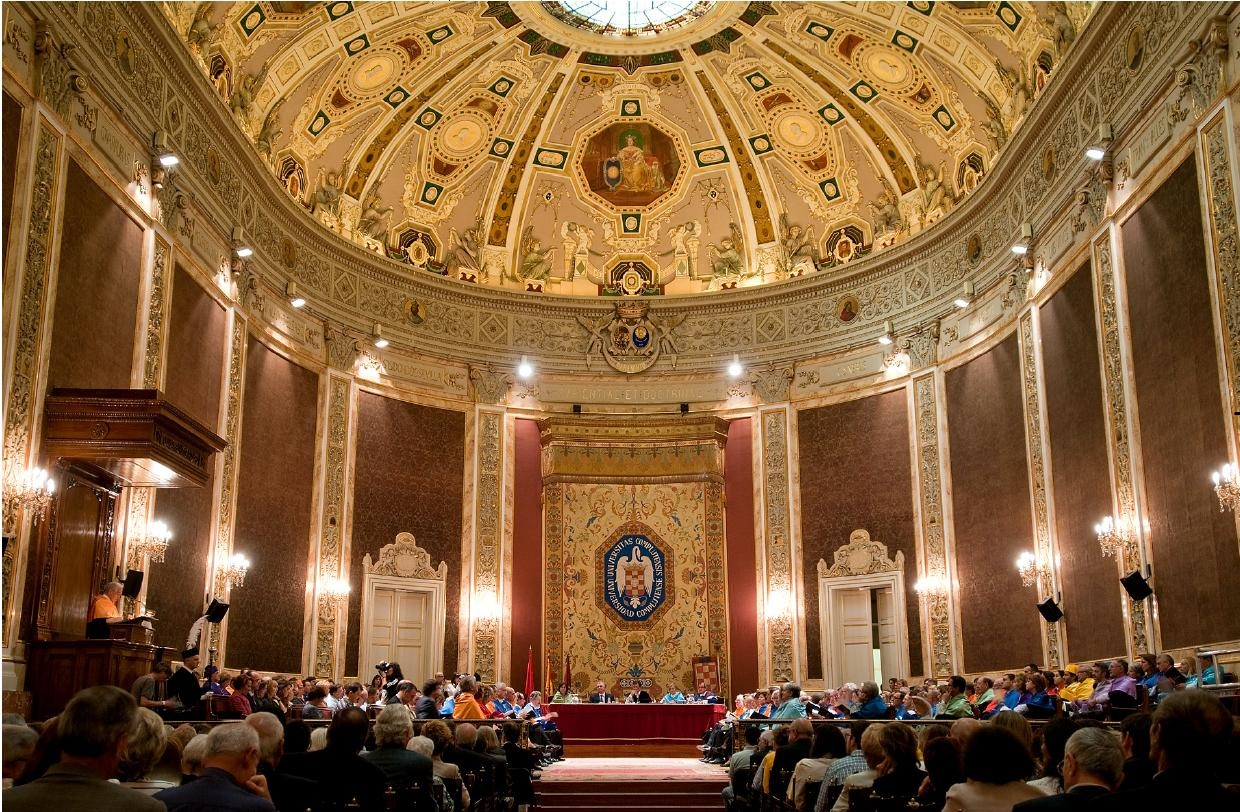
سالن مراسم دانشگاه

دانشگاه کمپلوتنسه مادرید در مقیاس فعلی حاصل ادغام دو شهرک دانشجویی به نام کمپ مونکلوا (به اسپانیایی: Campus de Moncloa) و کمپ سوموس آگواس (به اسپانیایی: Campus de Somosaguas) در خیابان سنکا (به اسپانیایی: Avenida de Séneca) به انضمام ساختمان دیگر دانشگاه واقع در خیابان سان برناردو در مرکز شهر مادرید است.

## تاریخچه
تاریخ بازگشایی این دانشگاه که سابقاً بخشی از دانشگاه آلکالا (به اسپانیایی: Universidad de Alcalá) از قرن ۱۳ میلادی بود، به ۱۸۲۲ میلادی و آغاز جنبش‌های لیبرالی در اسپانیا بازمی‌گردد. کلمه کمپلوتنسه در واقع برگرفته از کمپلوتوم است که به زبان رومی به محله‌ای به همین نام در شهر الکالا د هنارس اطلاق می‌شد، شهری که ساختمان قدیمی دانشگاه در آن قرار داشت. پس از سال ۱۸۱۲ و ایجاد یک قانون اساسی جدید و مبتنی بر دیدگاه مرکزگرایی، مقرر شد که هر شهر در اسپانیا دارای دانشگاه بوده و پایتخت دارای دانشگاه مرکزی مادرید باشد به نحوی که دانشگاه پایتخت به عنوان مدلی برای دانشگاه‌های دیگر در آن کشور در آید. هرچند که تمامیت‌خواهی پادشاه فردیناند هفتم (به اسپانیایی: Fernando VII) طرح را به عقب راند تا اینکه در سال ۱۸۲۲ و در طی ۳ سال دوره لیبرالی، دانشگاهی با نام کمپلوتنسه از دانشگاه آلکالا جدا و در ۷ نوامبر همان سال در مرکز پایتخت تأسیس شد.

## دانشکده‌ها و مراکز تحقیقاتی
دانشگاه کمپلوتنسه مادرید از ۲۶ دانشکده در ۵ شاخه مختلف، ۳۹ مؤسسه دانشگاهی، ۷ کالج تخصصی، ۱۳ کلینیک و بیمارستان، ۱۸ مرکز تحقیقاتی و ۳۲ کتابخانه تشکیل شده‌است. این دانشگاه در سال ۲۰۱۶ میلادی؛ ۷۱ مدرک کارشناسی، ۱۶۹ مدرک کارشناسی ارشد و ۵۸ مدرک دکترا ارائه داده‌است. کتابخانه عمومی دانشگاه کمپلوتنسه مادرید با داشتن ۲۹۴۱۸۱۵ جلد کتاب، بزرگ‌ترین کتابخانه دانشگاهی اسپانیا و دومین کتابخانه بزرگ کل کشور پس از کتابخانه ملی اسپانیا محسوب می‌گردد.

## رتبه‌بندی و مراودات بین‌المللی
رتبه‌بندی دانشگاه کمپلوتنسه بسته به مراکز سنجش دانشگاه‌ها مختلف است. طبق رده‌بندی QS; رتبه کلی این دانشگاه در سال ۲۰۱۸ بین ۱۰۰ دانشگاه برتر دنیا به ثبت رسید و در سال‌های اخیر در شاخه‌های مهندسی و فناوری رتبه ۲۴۰، هنر و انسانی ۱۰۳، علوم طبیعی ۱۷۵، علوم انسانی و مدیریتی ۱۷۴ و در علوم زیستی و پزشکی رتبه ۲۳۶ دنیا را به خود اختصاص داده‌است. همچنین مطابق با همین رتبه‌بندی، این دانشگاه در زمینه علوم سیاسی و روابط بین‌الملل دارای شهرت بوده‌است و در این زمینه جزو ۱۰۰ دانشگاه برتر در دنیا محسوب می‌شود. از طرفی دانشگاه کمپلوتنسه مادرید بر اساس رده‌بندی شانگهای (ARWU) دارای رتبه کلی ۳۰۰–۲۰۱ در دنیا، و طبق وبسایت Webometrics در دنیا ۱۴۲ و در اروپا ۴۵ است.
این دانشگاه دارای قراردادها و مراوداتی در حوزه تبادل دانشجو و تحقیقات مشترک با دانشگاه‌های طراز اول دنیا نظیر دانشگاه آکسفورد، دانشگاه پاریس-۱، دانشگاه ساپینزا رم، دانشگاه هاروارد، دانشگاه شیکاگو و دانشگاه کالیفرنیا برکلی است. از جمله با دانشگاه هاروارد دارای قراردادی بوده که به تأسیس کالج سلطنتی کمپلوتنسه در دانشگاه هاروارد انجامیده‌است. این کالج به همت خوان کارلوس اول پادشاه سابق اسپانیا در سال ۱۹۸۹ بنیان گذاشته شد. از نکات قابل توجه دیگر نصب تندیس خیام نیشابوری در دانشگاه کمپلوتنسه مادرید است.

## دانش‌آموخته‌های سرشناس
از ۸ دریافت‌کننده جایزه نوبل در تاریخ معاصر اسپانیا، ۷ تن از آنان دانش‌آموخته این دانشگاه بوده یا در این دانشگاه به تدریس می‌پرداختند. از جمله این افراد می‌توان به سورو اوچوآ (به اسپانیایی: Severo Ochoa) زیست‌شناس مولکولی، سانتیاگو رامون کاخال (به اسپانیایی: Santiago Ramón y Cajal) فیزیولوژیست، و ادیبانی چون خوزه اچه‌خارای (به اسپانیایی: José Echegaray)، کامیلو خوزه سلا (به اسپانیایی: Camilo José Cela)، ویسنته آله‌ایخاندره (به اسپانیایی: Vicente Aleixandre)، خاسینتو بناونته (به اسپانیایی: Jacinto Benavente) و ماریو بارگاس یوسا (به اسپانیایی: Jorge Mario Llosa) اشاره کرد. همچنین از اشخاص سرشناس دانش‌آموخته این دانشگاه می‌توان مانوئل آزانیا (به اسپانیایی: Manuel Azaña)، میگل د اونامونو (به اسپانیایی: Miguel de Unamuno)، خوآن کارلوس اول پادشاه سابق اسپانیا (به اسپانیایی: Juan Carlos I)، فدریکو گارسیا لورکا (به اسپانیایی: Federico García Lorca) و خوزه ارتگا یی گاست (به اسپانیایی: José Ortega y Gasset) را نام برد.